# Pimelodus
Pimelodus är ett släkte av fiskar. Pimelodus ingår i familjen Pimelodidae.

## Dottertaxa tillPimelodus, i alfabetisk ordning[1]
- Pimelodus absconditus
- Pimelodus albicans
- Pimelodus albofasciatus
- Pimelodus altissimus
- Pimelodus argenteus
- Pimelodus atrobrunneus
- Pimelodus blochii
- Pimelodus brevis
- Pimelodus britskii
- Pimelodus coprophagus
- Pimelodus fur
- Pimelodus garciabarrigai
- Pimelodus grosskopfii
- Pimelodus halisodous
- Pimelodus heraldoi
- Pimelodus jivaro
- Pimelodus joannis
- Pimelodus luciae
- Pimelodus maculatus
- Pimelodus microstoma
- Pimelodus multicratifer
- Pimelodus mysteriosus
- Pimelodus navarroi
- Pimelodus ornatus
- Pimelodus ortmanni
- Pimelodus pantaneiro
- Pimelodus paranaensis
- Pimelodus pictus
- Pimelodus pintado
- Pimelodus platicirris
- Pimelodus pohli
- Pimelodus punctatus
- Pimelodus stewarti
- Pimelodus tetramerus